# Notsjevo
Notsjevo of Nochevo (Bulgaars: Ночево) is een dorp in Bulgarije. Het dorp is gelegen in de gemeente Tsjernootsjene, oblast Kardzjali. Het dorp ligt 30 km ten noorden van Kardzjali en 178 km ten zuidoosten van de hoofdstad Sofia.

## Bevolking
Op 31 december 2020 werden er 49 inwoners in het dorp Notsjevo geregistreerd door het Nationaal Statistisch Instituut van Bulgarije.
| Bevolkingsontwikkeling tussen 1934 en 2020          |
| --------------------------------------------------- |
|                                                     |
| Bron: Nationaal Statistisch Instituut van Bulgarije |

In het dorp wonen uitsluitend Bulgaarse Turken. In de volkstelling van 2011 identificeerden alle 88 inwoners zichzelf met de "Turkse etniciteit".
| Etnische samenstelling van de respondenten (2011) | Etnische samenstelling van de respondenten (2011) | Etnische samenstelling van de respondenten (2011) | Etnische samenstelling van de respondenten (2011) | Etnische samenstelling van de respondenten (2011) |
| ------------------------------------------------- | ------------------------------------------------- | ------------------------------------------------- | ------------------------------------------------- | ------------------------------------------------- |
|                                                   |                                                   |                                                   |                                                   |                                                   |
| Bulgaren                                          | Bulgaren                                          |                                                   | 0,0%                                              | 0,0%                                              |
| Turken                                            | Turken                                            |                                                   | 100,0%                                            | 100,0%                                            |
| Roma                                              | Roma                                              |                                                   | 0,0%                                              | 0,0%                                              |
| Anders/Onbekend                                   | Anders/Onbekend                                   |                                                   | 0,0%                                              | 0,0%                                              |

Van de 88 inwoners die in februari 2011 werden geregistreerd, waren er 5 jonger dan 15 jaar oud (5,7%), 54 inwoners waren tussen de 15-64 jaar oud (61,4%), terwijl er 29 inwoners van 65 jaar of ouder werden geteld (33%).